# عقدة جراحية
العُقَد الجراحية أو الربطات الجراحية هي العقد المستخدمة لربط مواد الخياطة ببعضها البعض أثناء ربط الأنسجة في الجراحة. تستخدم في الأوساط الطبية والبيطرية.

## تاريخها

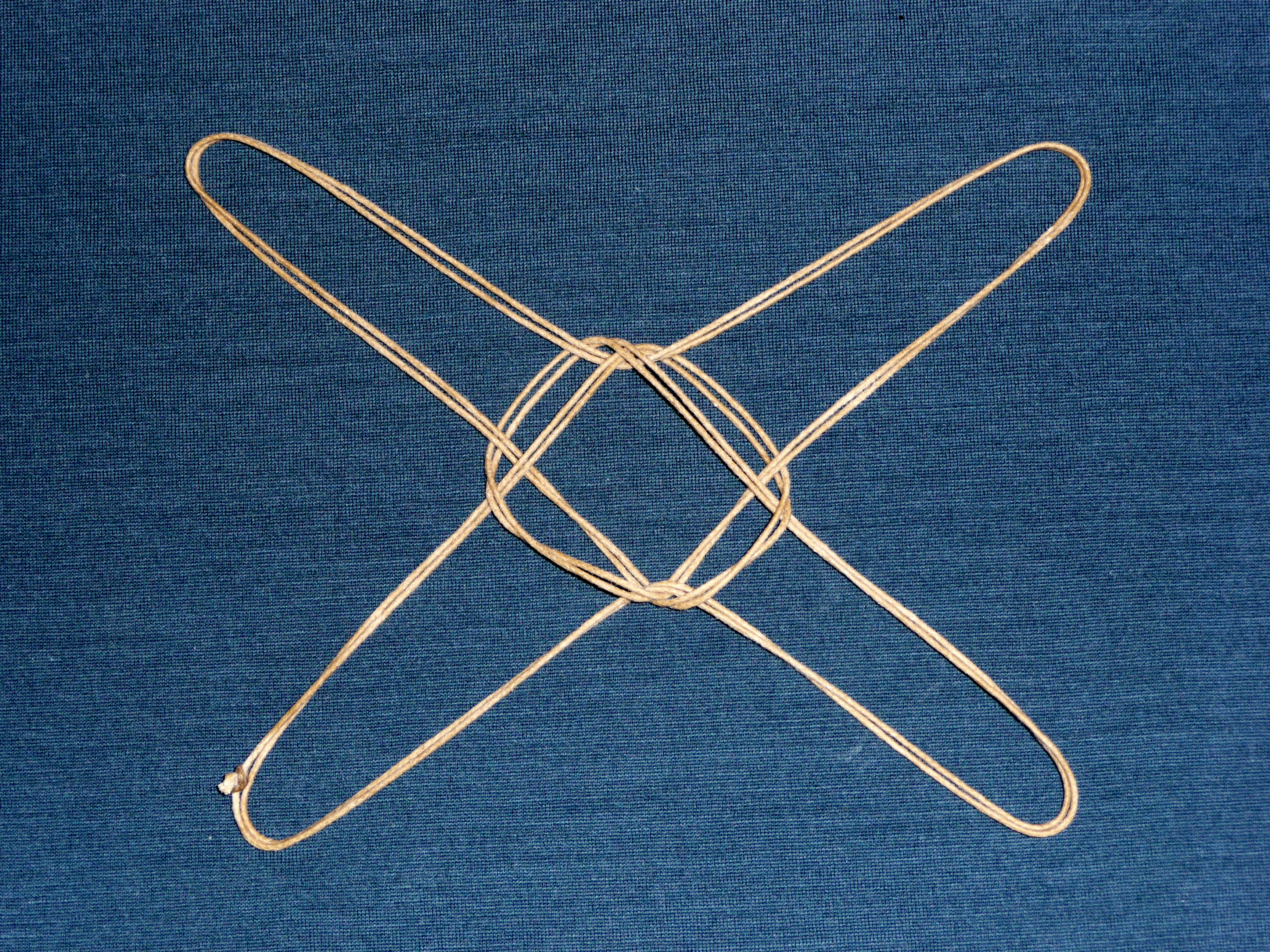
عقدة هيراكلاس الثالثة عشر وتسمى العقدة المربعة رباعية اللفات tetrakyklos plinthios brokhos

العقد الجراحية استخدمت منذ القرن الأول عندما وصفهم الطبيب اليوناني هيراكلاس (بالإنجليزية: heraklas)‏ في أفرودة عن العقد والمعاليق الجراحية. في الماضي، كان ربط العقد الجراحية جزءاً من تدريبات رواد الفضاء.

## استخداماتها
ربط العقد الجراحية بكفاءة هي مهارة مهمة للجراحين، حيث أنه إذا لم تربط جيداً قد تؤدي إلى عواقب خطيرة، كما في عمليات استئصال الرئة أو استئصال المرارة بالمنظار أو استئصال الرحم. الهدف الأساسي من ربط العقد الجراحية هو السماح للعقدة بأن تضيق وتُحْكَم. ومع ذلك قد يحدث انفلات قبل إضافة العقدة النهائية، خصوصاً أثناء الربط بالآلة.

## العقد
العقدة المضيقة هي الأكثر استخداماً للربط، وهي تشبه إلى حد كبير عقدة الوتد، باستثناء أن نهايتيها تشكلان عقدةً بسيطة تحت اللفة الأساسية للعقدة. من العقد الأكثر استخداماً: عقدة الجراح وعقدة الجراح المعدلة والعقدة الوحيدة-المزدوجة للجانب الآخر والعقدة الخانقة وعقدة ميلر المعدلة. تعد عقدة الجراح هي العقدة المعيارية، إلا أنها أظهرت انفلاتاً في أحد الأبحاث، والذي خَلُص إلى أن العقدة المضيقة هي الأفضل في تحمل الشد. أثناء التقطيب تُستخدم العقد لإحكام القطب الجراحية. ربط العقد يمكن أن يكون داخل الجسم أو على خارج الجسم. ربط العقد داخل الجسم تحتاج للوقت لتُتَعلم لأن الجراحين مطالبين باستخدام المنظار بدلاً من أصابعهم للتقطيب. بينما يَعُد معظم الجراحين ربط العقد خارج الجسم أسهل لأنها تعقد باليد بالطريقة التقليدية. كل عقدة يجب أن تُعقد باسترشاد من القنية المنظارية، وتُحكم باستخدام مُحكِم العقد (بالإنجليزية: knot pusher)‏.

في الجراحة المنظارية، تفضل العقد القوية المضفرة عند استخدام محكم العقد، حيث أن تآكل الخيوط هو من الآثار الجانبية لهذه التقنية. من سلبيات ربط العقد خارج الجسم أنه عادة يسبب زيادة في الشد وبالتالي يمكن أن يؤدي إلى تمزق الأنسجة أثناء خياطة الأنسجة الضعيفة.

عقدة رودر (بالإنجليزية: roeder knot)‏
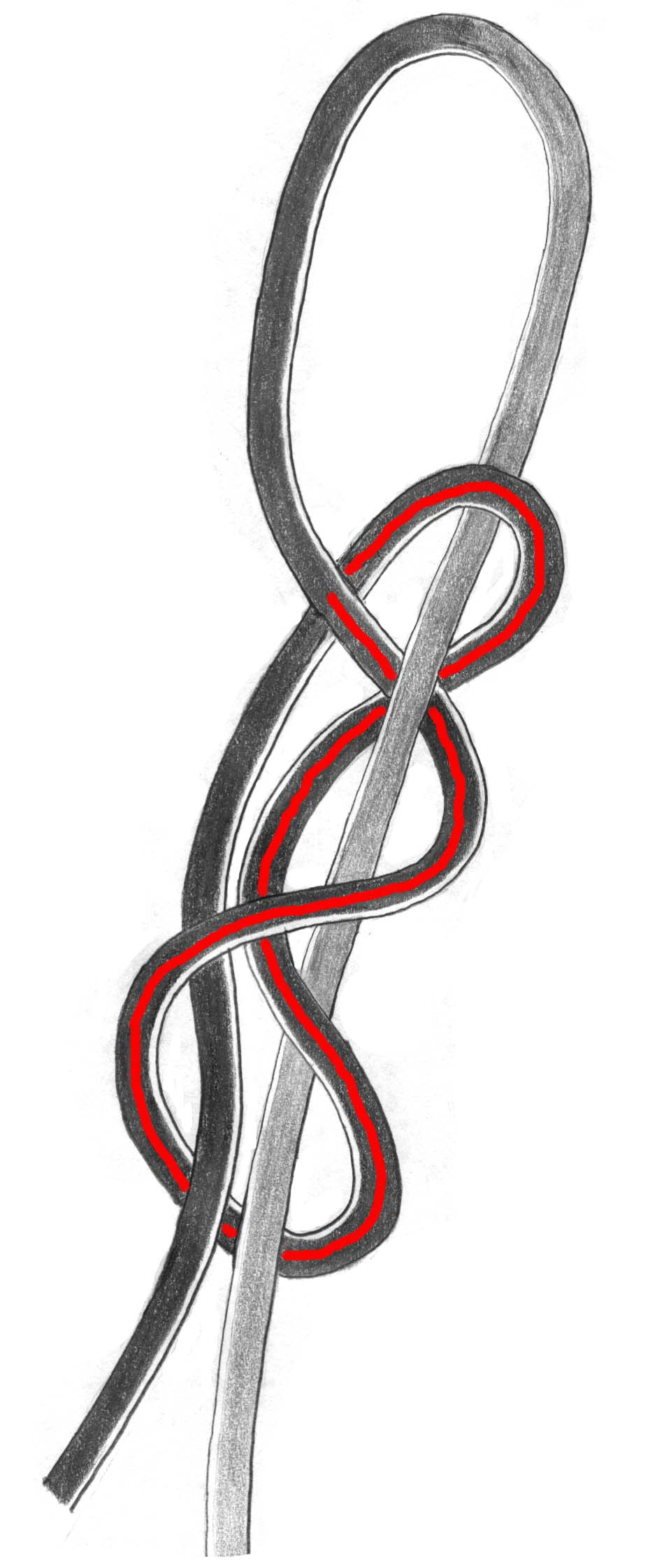
عقدة ڤون ليفرن (بالإنجليزية: von leffern knot)‏

## البدائل والمخاطر
يعد المشبك القابل للاستخدام لمرة واحدة بديلاً للعقدة الجراحية والذي يوضع في نهاية القطب الجراحية لإحكامها. مشبك الأوعية هو مشبك مصنوع من التيتانيوم على شكل رقم سبعة له امتدادات تتداخل فيما بينها لتعتصر الوعاء وتغلقه. تتوافر المشابك بأحجام مختلفة، كما أنها كانت تستخدم أصلاً للضغط على الأوعية الدموية وبالتالي حدوث الإرقاء.
القطب الشائكة هي قطب جراحية لا تحتاج إلى أن تُعقد وهي تحتوي على نمط من الأشواك على سطحها، هذه الأشواك تُحكم غلق القطب على الجرح بدون الحاجة إلى ربط العقد. القطب الشائكة تستخدم عادةً في مجال جراحة التجميل والجراحة الترميمية.
هناك مخاوف من أن ربط العقد من الممكن أن يكون مرتبطاً بانثقاب القفازات الجراحية، لكن دراسة حديثة أبطلت تلك المخاوف وأظهرت أنها فقط تترك علامات على الخنصر نتيجة احتكاك التقطيب المستمر.

## التدرب
يذهب الكثير من الجهد لتدريب طلاب الطب على المهارات الجراحية لربط العقد. إحدى الطرق، والتي تدعى "تدريب العين الساكنة" أظهرت نجاحاً عظيماً عن الطرق التقليدية للتدريب.

## روابط خارجية
رابط يحوي صوراً متحركة لتعليم ربط العقد الجراحية